# Bayambang
Bayambang is een gemeente in de Filipijnse provincie Pangasinan op het eiland Luzon. Bij de laatste census in 2007 had de gemeente ruim 103 duizend inwoners.

## Geografie

### Bestuurlijke indeling
Bayambang is onderverdeeld in de volgende 77 barangays:
| - Alinggan - Amamperez - Amancosiling Norte - Amancosiling Sur - Ambayat I - Ambayat II - Apalen - Asin - Ataynan - Bacnono - Balaybuaya - Banaban - Bani - Batangcawa - Beleng - Bical Norte - Bical Sur - Bongato East - Bongato West - Buayaen - Buenlag 1st - Buenlag 2nd - Cadre Site - Carungay - Caturay - Darawey | - Duera - Dusoc - Hermoza - Idong - Inanlorenzana - Inirangan - Iton - Langiran - Ligue - M. H. del Pilar - Macayocayo - Magsaysay - Maigpa - Malimpec - Malioer - Managos - Manambong Norte - Manambong Parte - Manambong Sur - Mangayao - Nalsian Norte - Nalsian Sur - Pangdel - Pantol - Paragos - Poblacion Sur | - Pugo - Reynado - San Gabriel 1st - San Gabriel 2nd - San Vicente - Sangcagulis - Sanlibo - Sapang - Tamaro - Tambac - Tampog - Tanolong - Tatarao - Telbang - Tococ East - Tococ West - Warding - Wawa - Zone I - Zone II - Zone III - Zone IV - Zone V - Zone VI - Zone VII |

## Demografie
Bayambang had bij de census van 2007 een inwoneraantal van 103.145 mensen. Dit zijn 6.536 mensen (6,8%) meer dan bij de vorige census van 2000. De gemiddelde jaarlijkse groei komt daarmee uit op 0,91%, hetgeen lager is dan het landelijk jaarlijks gemiddelde over deze periode (2,04%).
Agno · Aguilar · Alaminos · Alcala · Anda · Asingan · Balungao · Bani · Basista · Bautista · Bayambang · Binalonan · Binmaley · Bolinao · Bugallon · Burgos · Calasiao · Dagupan · Dasol · Infanta · Labrador · Laoac · Lingayen · Mabini · Malasiqui · Manaoag · Mangaldan · Mangatarem · Mapandan · Natividad · Pozorrubio · Rosales · San Carlos · San Fabian · San Jacinto · San Manuel · San Nicolas · San Quintin · Santa Barbara · Santa Maria · Santo Tomas · Sison · Sual · Tayug · Umingan · Urbiztondo · Urdaneta · Villasis